# دماوند (شرکت)
شرکت آب‌های معدنی دماوند در زمینهٔ تولید آب بسته‌بندی‌شده در ایران فعالیت می‌کند.

## تاریخچه
شرکت آب‌های معدنی دماوند بنیان گذار و پیشرو در صنعت آب بسته بندی ایران می‌باشد که فعالیت خود را از سال 1352 توسط شرکت فرانسوی پریه Perrier آغاز نمود، سپس در سال 1377 با شرکت فرانسوی کستل Castle با برند ویشی Vichy همکاری خود را ادامه داد و در سال 1388 عمده سهام این شرکت توسط شرکت فرانسوی دنون Danone که یکی از پیشتازان صنعت غذایی می‌باشد، خریداری شد و این همراهی به مدت 12 سال ادامه داشت.همچنین از دی ماه سال 1400 مشارکت خود را با شرکت فرانسوی فرمینوست Ferminvest آغاز نموده است.
شرکت دماوند در سال‌های اخیر برای تولید محصولات خود از جدیدترین خطوط تولید آب‌های بسته بندی با آخرین تکنولوژی روز دنیا استفاده میکند.

کارخانه دماوند با سه خط تولید فرانسوی، آلمانی و آمریکایی به مساحت ۶۶ هزار متر مربع و زیربنای تولید ۲۲ هزار متر مربع، یکی از بزرگترین و مدرن‌ترین کارخانه‌های تولید آب بسته بندی در کشور و بزرگترین واحد تولیدی در شهر دماوند و شرق استان تهران است.

### افتخارات
- سیستم مدیریت ایمین مواد غذایی FSSC 22000 از شرکت SGS سوئیس
- کسب رتبه A از اداره نظارت بر مواد غذایی دانشگاه شهید بهشتی برای رعایت الزامات بهداشتی تولید PRP سال های 1400 و 1401
- کسب رتبه A ( Green ) برای رعایت الزامات مدیریت آزمایشگاه GLP از آزمایشگاه اویان فرانسه
- کسب رتبه A برای آزمون مهارت در تشخیص (PT ) از آزمایشگاه Turkak ترکیه
- دارنده گواهینامه حلال از سازمان کنفرانس اسلامی و اداره نظارت بر مواد غذایی مرکز تحقیقات حلال جمهوری اسلامی ایران
- دارنده اولین گواهینامه منبع آب پاک و مورد تایید موسسه فناوری کیفیت آب مستقر در مرکز رشد دانشگاه شهید بهشتی ” فوکا “
- سیستم مدیریت کیفیت 2018: ISO 9001
- سیستم مدیریت ایمنی غذایی 2015: ISO 22000
- سیستم حفاظت از محیط زیست 2004: ISO 14001
- تندیس زرین برند محبوب برای سال های ۱۳۹۳ – ۱۳۹۶ – ۱۳۹۷ – ۱۳۹۸
- تندیس طلایی در اولین سمینار صنعت غذا و استاندارد در ۲۰۱۱
- حامی همایش “کلیه هایی برای زندگی” در روز جهانی کلیه ۲۰۱۳
- حامی همایش “بیماری های کلیه و سالمندان” در روز جهانی کلیه ۲۰۱۳
- تندیس زرین برند محبوب از طرف سازمان حمایت مصرف کنندگان و تولید کنندگان در گروه آبهای بسته بندی
- جایزه حمایت از حقوق مصرف کنندگان برای فعالیت های سال ۲۰۱۴
- شرکت در هم اندیشی سیاست گذاران منابع آب با عنوان امنیت غذائی و حکمرانی پایدار در ۲۰۱۵
- شرکت در سمینار تخصصی روز جهانی کلیه با عنوان “نقش تغذیه و ورزش بر بیماران کلیوی و پیوندی

### آزمایشگاه‌ها
بررسی کیفیت آب دماوند توسط دستگاه‌های مجهز کنترل کیفی بررسی می‌شوند. به این ترتیب که روزانه ۵۰ مرحله آزمایش کیفی روی تمامی محصولات انجام می‌شود.

### فیلتراسیون
محصولات دماوند به کمک سیستم فیلتراسیون پیشرفته و پس از عبور از شش مرحله مختلف، تولید می‌شود.

### گواهی‌نامه‌ها
شرکت دماوند تا کنون موفق شده‌است گواهی نامه از سوی سازمان ملی استاندارد، گواهی تأیید سلامت از سوی سازمان غذا و دارو، سیستم مدیریت کیفیت 2008:ISO9001، سیستم مدیریت ایمنی غذائی 2005:ISO ۲۲۰۰۰، سیستم حفاظت از محیط‌زیست 2004:ISO ۱۴۰۰۱ و همچنین گواهینامه سلامت و ایمنی موادغذایی HACCP دریافت نماید.

## محصولات
- آب آشامیدنی دماوند در ۵ نوع بسته‌بندی مختلف روانه بازار می‌شود: بطری خانواده (یک و نیم لیتری)، بطری ورزشی (۸۲۰ میلی‌لیتری)، بطری هر روز (نیم‌لیتری)، بطری بچه‌ها (۳۵۰ میلی‌لیتر) و بطری جیبی (۲۹۶ میلی‌لیتر)
- آب گازدار دماوند در دو اندازه ۱/۲۵۰ لیتری و ۳۳۰ میلی لیتری (از ابتدای ۱۳۹۱ تولید نمی‌شود)
- نوشابهٔ گازدار تاپسیا پرتقالی، تاپسیا تروپیکال، تاپسیا لیمویی، تاپسیا کولا - در دو اندازه ۱/۲۵۰ لیتری و ۳۰۰ میلی لیتر (ازابتدای ۱۳۹۱ تولید نمی‌شود)

## جنجال آلودگی آب بسته‌بندی
در سال ۱۳۸۸ و سال ۱۳۹۴ وزارت بهداشت اعلام کرد آب بسته‌بندی شرکت آب‌های معدنی دماوند ناسالم است:
در سال ۱۳۸۸ به گزارش روزنامه اعتماد، محمولهٔ صادر شدهٔ آب معدنی برای نیروهای ناتو مستقر در افغانستان به‌علت غیربهداشتی و سرطان‌زا بودن و آلودگی به سرب و آرسنیک و نیترات برگشت داده شد. همچنین در این رابطه گزارشی هم از سوی وزارت بهداشت تهیه شده بود که غیربهداشتی بودن این آب و عوارض آن را تأیید می‌کرد اما بعد از گذشت دو هفته تغییراتی در این گزارش داده شد. در طول چند سال اخیر این موضوع به دلایلی مخفی نگه داشته شد.
صورتجلسهٔ داخلی یکی از شرکت‌های وابسته به وزارت نفت مبنی بر تأیید نشدن آب معدنی دماوند و یازده آب معدنی دیگر در خبرگزاری‌هایی مانند عصر ایران منتشر شد.
شرکت آب‌های معدنی دماوند مدعی شد صادرات گسترده‌ای را به اقصی نقاط جهان ازجمله کشورهای همسایه داشته و از بدو آغاز به این فعالیت تا کنون هیچ محموله‌ای از این شرکت از مقاصد صادراتی عودت داده نشده و هیچ‌گونه مدرکی دال بر این مدعی در نهادهای ذی‌ربط وجود ندارد. این شرکت مدعی شد که تمامی تولیداتش دارای نشان ملی استاندارد است و سه گواهینامهٔ جهانی ایزو کیفیت و محیط زیست و سلامت را در اختیار دارد.
استاندار تهران گفت برخی شرکت‌ها با این‌گونه شایعهپراکنی‌ها به‌دنبال عرضه و فروش بیشترِ آب‌های معدنی بسته‌بندی خود هستند.
معاون غذا و داروی وزارت بهداشت در این زمینه اظهار داشت: از همهٔ نمونه‌های مورد بحث، آزمایش گرفته شد و سلامت آب‌های معدنی معلوم شد.
وزارت بهداشت ایران در تاریخ ۳۰ شهریور ۱۳۹۴ به دلیل آلودگی میکروبی و توزیع آب معدنی با تاریخ تولید قدیمی دستور توقف تولید و پلمپ شرکت را صادر نمود. و به دلیل عدم توجه و تولید بدون مجوز حکم قضایی صادر و شرکت تحت پیگرد قانونی قرار گرفت.
در ۳۰ شهریور ۱۳۹۴ معاون وزیر بهداشت و رئیس سازمان غذا و دارو تأکید کرد شرکت آب‌های معدنی دماوند به دلیل عدم توجه به رفع آلودگی میکروبی و توقف تولید با حکم قضایی مورد پیگرد قانونی است. علی‌رغم اینکه شرکت تخلفش را پذیرفته بود و بایستی تولید و توزیع تا رفع نقایص متوقف می‌شد، متأسفانه علاوه بر عدم توجه به دستور پلمپ و عدم فعالیت، شرکت آب معدنی دماوند به تخلف خود ادامه داد و اقدام به توزیع محصولات غیر سالم خود در بازار کرد. به گفتهٔ او، تخلف دیگر این شرکت علاوه بر عدم توجه به دستور پلمپ و جلوگیری از تولید و توزیع مجدد محصول در بازار، توزیع آب معدنی‌ها با تاریخ تولید قدیمی و قبل از دستور پلمپ در بازار بوده که هم‌اکنون با توجه به دو تخلف مهم صورت گرفته دستگاه‌ها قضایی نیز حکم صادر کرده و شرکت تحت پیگرد قانونی قرار دارد.

### آلودگی اعلام‌شده
بر اساس اظهارات سازمان غذا و دارو در آزمایش‌هایی که در شهریورماه بر روی آب‌های تولیدی این شرکت انجام‌شده مشخص‌شده که آب‌های این شرکت به باکتری سودوموناس آلوده‌است.
با اعلام وجود باکتری سودوموناس در آب‌های معدنی، فروهر، رئیس انجمن «تولیدکنندگان آب‌های معدنی و آشامیدنی» دربارهٔ وجود این میکروب در آب آشامیدنی «دماوند» گفت، حتی اگر فرض کنیم که سودوموناس در آب آشامیدنی این کارخانه وجود داشته، وجود این میکروب به‌هیچ‌وجه بر اساس استانداردهای جهانی آب آشامیدنی، عامل بازدارنده خط تولید نیست و تنها جزو شاخص‌های مدیریت کیفیتی به‌شمار می‌رود و درعین‌حال بر اساس استانداردهای codex, FDA و WHO، میکروب سودوموناس شاخص آلودگی میکروبی آب‌های آشامیدنی نبوده و موردی نیست که به‌خاطر آن خط تولید را متوقف کنند. مسئولان سازمان استاندارد نیز اصرار بر این داشته‌اند که آب‌معدنی دماوند با آزمایش‌های مکرر، مشکلی نداشته و استاندارد است اما مسئولان غذا و دارو پس از نشست خبریِ مدیرعامل فرانسوی آب‌معدنی دماوند و به دنبال آن به اصحاب رسانه اعلام کردند که این آب‌معدنی به فاضلاب انسانی آلوده بوده‌است، رئیس سازمان غذا و دارو اظهار داشت پروانه تولید آب‌معدنی دماوند تعلیق شده و این شرکت ملزم به طی فرایندهای میکروب‌زدایی گردید.

### پایان جنجال
سوءتفاهم‌ها در مورد آب بسته‌بندی «دماوند» برطرف شد و «دماوند» مجوز تولید را پس گرفت.
رسول دیناروند رئیس سازمان غذا و دارو در توضیحی در رابطه باعرضه مجدد آب بسته‌بندی «دماوند» گفت: 
پروانه آب‌معدنی «دماوند» دیگر تعلیق شده‌است و امکان تولید نخواهد داشت؛ ولی مشکل آب آشامیدنی «دماوند» حل‌شده‌است و انشا الله به‌زودی امکان تولید خواهد یافت.

در این رابطه رسول دیناروند، معاون وزیر بهداشت جمهوری اسلامی ایران که ریاست سازمان غذا و دارو را نیز در دست دارد در گفتگو با خبرنگار پایگاه خبری سازمان غذا و دارو، ضمن انتقاد از مداخله سازمان استاندارد گفت: 
متولی سلامت فراورده‌های خوراکی و آشامیدنی، سازمان غذا و داروی وزارت بهداشت است.
رسول دیناروند اظهار داشت:
استاندارد بودن یک فراورده برای سالم بودن آن کفایت نمی‌کند.

پیروز بخت رئیس سازمان ملی استاندارد در پاسخ به اختلاف ایجادشده با وزارت بهداشت دربارهٔ کیفیت آب آشامیدنی دماوند اعلام داشت:
من نمی‌خواهم وارد درگیری شوم و تاکنون نیز هماهنگی‌هایی با وزارت بهداشت در این مورد داشته‌ایم اما به‌طورکلی وزارت بهداشت مسئول تغذیه بهداشتی مردم و سازمان استاندارد مسئول استانداردهای مرتبط با این مواد است.
پس از بررسی‌های اخبار مرتبط با آلودگی این محصول، از سوی مسئولان دماوند بروشورهایی به عنوان «روزشمار رسانه‌ای ماجرای دماوند» در اختیار رسانه‌ها قرار گرفت، با آغاز این روزشمار نخستین فردی که اعلام مشکل و تحریم آب معدنی دماوند را نموده، اکبر نعمت‌اللهی مدیر روابط عمومی وزارت نفت و شرکت‌های تابعه آن می‌باشد، حقی سخنگوی شرکت دماوند در پاسخ به خبرنگاران تأکید کرد، شروع جو رسانه‌ای علیه دماوند با تلگرام این مدیرکل روابط عمومی وزارتخانه نفت بوده‌است.
رئیس سازمان غذا و دارو، دیناروند درحالی‌که چندی پیش از آب‌معدنی دماوند به‌عنوان یک نمونه دارای آلودگی میکربی نام‌برده بود و دلیل این امر را اصرار بر تخلف دانسته بود، در آخرین اظهارات خود خبر از اصلاح و بازگشت دماوند به بازار داد.
وی در این رابطه متذکر شد، «در طول سال‌های اخیر سازمان استاندارد که در واقع وظیفه‌اش تدوین و تصویب استانداردهای ملی کشور است و ما نیز خودمان به‌عنوان سازمان غذا و دارو عضو استاندارد هستیم، به‌تدریج وظایف نظارتی هم برعهده‌گرفته‌است؛ یعنی گفته من بر استانداردهایی که وضع می‌کنم، نظارت هم می‌کنم.» رئیس سازمان غذا و دارو بر لزوم اصلاح قانون در موضوع نظارت‌ها تأکید کرد و افزود: «بالاخره باید قانون اصلاح شود چون دستگاه دیگری نمی‌تواند جایگزین نظارت دستگاه ناظر اصلی شود، گرچه در دولت جدید تفاهم‌نامه‌هایی با استاندارد داشتیم که این موازی کاری به حداقل برسد ولی من احساسم این است که قانون باید تکلیف را مشخص کند.»
رئیس سازمان غذا و دارو در مورد اینکه آیا دماوند می‌تواند از این سازمان شکایت کند معتقد است که چون بازرسی بر اساس حکم قضایی صورت گرفته و تمام مراحل قانونی بوده‌است شرکت دماوند نمی‌تواند شکایتی داشته باشد.
مدیرعامل شرکت آب دماوند، دربارهٔ اینکه چرا باوجود اخطار سازمان غذا و دارو، پس از آن از توزیع محصولات آب دماوند جلوگیری نشد، اذعان داشت، تمام محصولاتی که از سلامت آن‌ها اطمینان کامل داشتیم را در بازار توزیع کردیم. مشاور رسانه‌ای شرکت دماوند نیز یادآور شد، این شرکت به سؤالاتی که مربوط به آلوده بودن یا نبودن آب آشامیدنی دماوند است پاسخ می‌دهد. مدیرعامل شرکت آب دماوند با اشاره به اینکه آزمایش‌های آب آشامیدنی شرکت دماوند در آزمایشگاه‌های مستقل و مورد تأیید سازمان غذا و دارو و همچنین در آزمایشگاه‌های اروپایی انجام‌شده‌است، اظهار داشت، نتایج آزمایش‌ها نشان می‌دهد آب آشامیدنی دماوند عاری از آلودگی میکروبی است.
پس از آن‌که مجدد مدیرعامل شرکت دماوند تأکید نمود که آب آشامیدنی دماوند هیچ‌گونه آلودگی نداشته و ندارد. رسول دیناروند نسبت به سخنان مدیرعامل شرکت دماوند واکنش نشان داد و تأکید کرد، آلودگی آب آشامیدنی دماوند اثبات‌شده و اسناد آن در این سازمان موجود است. وی اظهار داشت شرکت دماوند، با شرایطی، اجازه یافتند که به‌کار خود ادامه دهند و برای این موارد تعهد هم، دادند. وزیر بهداشت نیز در پاسخ به اظهارات مسئولان آب‌معدنی دماوند، تأکید کرد تاکنون آنچه که توسط سازمان غذا و دارو انجام‌شده، درست و منطقی بوده‌است.